# Ciconiiformes
Ciconiformes é uma ordem de aves de médio a grande porte com distribuição mundial. O grupo habita preferencialmente zonas costeiras, ou perto de lagos, rios ou estuários, mas inclui também aves terrestres. Alguns exemplos aves que eram frequentemente classificadas como ciconiformes são a cegonha, as garças e o íbis. Os flamingos já foram considerados como uma família do grupo, porém actualmente são classificados numa ordem à parte (Phoenicopteriformes). Atualmente apenas a família Ciconidae é incluída na ordem.
As aves ciconiformes têm habitualmente patas longas e sem penas e pescoço comprido. A forma do bico varia conforme os hábitos alimentares ,ele pode ser direito, encurvado ou espatulado. As patas terminam em quatro dedos, dispostos como três para a frente e um para trás, sem membrana interdigital. As asas são grandes e alongadas. As cores da plumagem são bastante variáveis de acordo com a espécie.
Os ciconiformes são aves normalmente gregárias, que se reproduzem em colónias, mas que emitem poucas ou mesmo nenhumas vocalizações. Todas as formas de comunicação fazem-se através de exibições rituais que podem ser muito elaborados. Os juvenis nascem indefesos e requerem o cuidado parental de pelo menos um dos progenitores para sobreviver.
Estas aves alimentam-se à base de peixe, crustáceos ou insetos. Os ciconiformes não se alimentam por filtração, ao contrário dos flamingos, nem mergulham na água, o que os separa de outros grupos de aves aquáticas como os Anseriformes ou Gaviiformes. Algumas espécies, sobretudo as que vivem em latitudes elevadas, têm hábitos migratórios.
Tradicionalmente, a ordem Ciconiformes era separada em seis famílias. No entanto a taxonomia alternativa de Sibley-Ahlquist, baseada em critérios de biologia molecular e em estudos de hibridização de DNA, introduzia nesta ordem muitos outros grupos aparentemente distintos. Entre as ordens despromovidas a famílias de ciconiformes segundo Sibley-Ahlquist contam-se os Sphenisciformes (pinguins), Gaviiformes (mobelha), Podicipediformes (mergulhões), Procellariiformes (ex: albatrozes), Charadriiformes, (ex: gaivota), Pelecaniformes (ex: atobá),Falconiformes (Falcões e Carcaras) e os Accipitriformes (Águias e gaviões,tradicionalmente incluidos na ordem Falconiformes)
Atualmente a União Ornitológica Internacional inclui apenas a família Ciconiidae na ordem dos Ciconiiformes

## Famílias
Segundo a UOI:
- Ciconiidae – Cegonha, jabiru

Segundo a classificação  tradicional:
- Ardeidae – Garça (atualmente incluída nos Pelecaniformes)
- Balaenicipitidae - Cegonha-bico-de-sapato (atualmente incluída nos Pelecaniformes)
- Ciconiidae – Cegonha, jabiru
- Cochlearidae (atualmente incluída na família Ardeidae)
- Scopidae (atualmente incluída nos Pelecaniformes)
- Threskiornithidae – Trombeteiro, íbis (atualmente incluída nos Pelecaniformes)

Segundo a classificação de Sibley-Ahlquist:
- Accipitridae - Águias, abutres e Gaviões (inclui os milhafres)
- Anhingidae - Biguatinga
- Ardeidae - Garça
- Burhinidae
- Charadriidae - Ostraceiro e abibe
- Cathartidae - Urubu e condor
- Chionididae - Pomba-antartica
- Ciconiidae - Cegonha, marabu e jabiru
- Falconidae - Falcões
- Fregatidae - Fragata-comum e tesourão
- Gaviidae - Mobelha
- Glareolidae
- Jacanidae - Jaçanã
- Laridae - Gaivota, gaivina etc.
- Pedionomidae
- Pelecanidae - Pelicano
- Phaethontidae - Rabo-de-palha
- Phalacrocoracidae - Cormorão
- Phoenicopteridae - Flamingo
- Pluvianellidae
- Podicipedidae - Mergulhão
- Procellariidae - Petrel
- Pteroclididae - Cortiçol
- Rostratulidae
- Sagittariidae - Secretário
- Scolopacidae - Galinhola e maçarico
- Scopidae - Cabeça-de-martelo
- Spheniscidae - Pinguim
- Sulidae - Alcatraz ou ganso-patola
- Thinocoridae
- Threskiornithidae - Íbis e colhereiro

- Commons
- Wikispecies